# Elecciones presidenciales de Colombia de 1938
En 1938 se efectuó en Colombia la elección de Presidente de la República para el periodo 1938-1942. Fue la primera elección presidencial en la que los votantes no requirieron de condiciones de renta o ilustración para ejercer el sufragio, en cumplimiento de la reforma constitucional impulsada en 1936 por Alfonso López Pumarejo.

## Resultados
El Partido Conservador, ante las escasas garantías para votar en gran parte del territorio frente a un Partido Liberal en el poder, decidió no participar en la elección por segunda vez consecutiva. Esto permitió que el candidato liberal Eduardo Santos se presentara sin contendores.
| Candidato a presidente          | Partido o movimiento            | Votos   |
| ------------------------------- | ------------------------------- | ------- |
| Eduardo Santos                  | Liberal                         | 511.947 |
| Otros votos, blancos y anulados | Otros votos, blancos y anulados | 1.573   |
| Total de votos                  | Total de votos                  | 513.520 |